# Visoko, Bosna in Hercegovina
Občina Visoko, popis 1991.; skupaj: 46.160
Visoko, popis 1991.; skupaj: 13.663
Visoko je mesto in občina v osrednji Bosni in Hercegovini v Zeniško-dobojskem kantonu. Kraj je razdeljen na 25 krajevnih skupnosti. Naravno središče občine predstavljata reki Bosna in Fojnička reka. Po popisu iz leta 2013 je imela občina Visoko 39.838 prebivalcev, samo mesto pa 17.000.
Območje Visokega je bilo naseljeno že v 5. tisočletju pr. n. št. V tem oziru je pomembno Arheološko najdišče Okolište, ki je značilen predstavnik Butmirske kulture in eno od največjih neolitskih naselbin v Jugovzhodni Evropi. Visoška dolina je bila zgodnje središče srednjeveške države Bosne. V Milih je bil sedež bana in mesto, kjer se je sestajal svet, ter tudi mesto kronanja prvega bosanskega kralja Tvrtka Kotromanića. Grad Visoki, ki se nahaja na hribu Visočica, je bil pomembno politično zatočišče, njegovo podgradje Podvisoki pa je predstavljalo enega najzgodnejših primerov srednjeveškega urbanega središča ožjega območja Bosne.
Kasneje, v prvi polovici 14. stoletja, je bila v bližnjih Moštrah prisotna skupnost Bosanske cerkve. Srednjeveško Visoko se je nato postopoma preobrazilo v mesto osmanskega tipa. Posebej pomembno vlogo v tem času je odigral bosanski namestnik Ajas-beg. 11. novembra 1911, v zadnjih letih avstroogrske vladavine, je mesto skoraj popolnoma uničil požar, ki je izbruhnil ponesreči.
Pred vojno v Bosni in Hercegovini je bilo mesto največji izvoznik tekstila in usnja v Jugoslaviji, danes pa h glavni gospodarski panogi poleg usnjarsko-tekstilne industrije spada še avtomobilska industrija. Od leta 2006 Visoko obišče več 10.000 turistov letno, med njimi največ Slovencev. Glavno atrakcijo predstavlja tako imenovana Piramida sonca – arheološka hipoteza, ki jo je zasnoval Semir Osmanagić in ki je širša stroka sicer ni sprejela.

## Zgodovina
V starih listinah se kraj kot mesto omenja v letih 1348−1430. Visoko je bilo prestolnica bosenskih kraljev, na kar opozarjajo ruševine trdnjave. Tu je bilo od druge polovice 14. stoletja trgovsko središče z močno dubrovniško kolonijo in carinsko službo na karavanski poti iz Drijeva (Gabele) po dolini Neretve preko Konjica v Olovo in Srebrenico Leta 1435 je mesto prišlo pod Otomansko cesarstvo. V kraju je frančiškanski samostan, ki je bil leta 1697 porušen, kasneje pa obnovljen. Leta 1911 je mesto prizadel velik požar.